# 伊達周宗
伊達 周宗（だて ちかむね）は、江戸時代後期の大名。仙台藩9代藩主。伊達氏25代当主。仁孝天皇のはとこにあたる。

## 経歴
寛政8年3月2日（1796年4月9日）、8代藩主・伊達斉村の長男として江戸にて誕生した。母は鷹司輔平の娘、誠子（のぶこ）。
生母の誠子は産後の肥立ちが悪く、同年4月16日に23歳で死去した。さらに同年4月21日には袖ヶ崎屋敷の祖父・伊達重村が死去した。同年7月27日に袖ヶ崎の下屋敷に移るが、同じ日に国許で父が死去した。こうして生後1年足らずの政千代（周宗）が仙台藩主を相続することになった。
本来なら将軍の御目見を得た後継者でないため相続できないところであったが、斉村の死去を幕府や家臣に隠した上で、親族の若年寄・堀田正敦（近江堅田藩主。のち下野佐野藩主）や土井利謙（三河刈谷藩主）、重村正室で養祖母の観心院との協議の結果、8月15日に幕府に対して末期養子での相続願いを出した上で10月29日に襲封した。併せて11代将軍・徳川家斉の三女である綾姫と婚約した。
観心院が周宗の養育と補佐を行い、その観心院と親戚大名の土井利謙や陸奥一関藩主・田村村資などとの相談の結果、堀田の後見を受けることとなった。ただし、堀田の役割はあくまで幕府と藩内の双方に対して藩の政治的不安を解消させることが狙いであり、観心院は藩政は奉行の中村景貞（日向）および大内義門（縫殿）による補佐、藩内警護は一門家の伊達村氏（安房）、伊達村常（安芸）、伊達村幸（式部）により行うよう、重臣には重要案件は宇和島藩主・伊達村寿などの親類衆に相談するように命じ、政千代（周宗）の補佐体制が固まる。
誕生と跡目相続の翌年の寛政9年（1797年）には、仙台藩において史上最大の百姓一揆が発生した。これは、前代で失敗した寛政新法の結果に行われた反動行政により、行政改革や冗費削減、役人の綱紀粛正の不徹底が原因だったと『仙台市史』では記されている。この一揆に触発されて、上級藩士61人を含む2033人の藩士による「さむらい一揆」も計画された。なお、同年中に綾姫が死去する。
文化2年（1805年）に養育と補佐に携わってきた観心院が死去し、代わって実の祖母の正操院（喜多山氏）が補佐と養育に携わる。
文化3年（1806年）6月11日に改めて、綾姫の異母妹の浅姫と婚約する。文化4年（1807年）に堀田正敦が蝦夷地巡検を幕府より任じられた4か月間、陸奥白河藩主・松平定信が後見人となる。
文化露寇によって文化5年（1808年）に幕府は仙台藩に警備兵派兵を命じ、択捉島や国後島、函館に総勢1700人が派兵される。
文化6年（1809年）1月4日、疱瘡にかかり危篤となる。その後は後遺症により、公式の場に現れることなく、この年から政千代の隠居まで、異母弟の徳三郎（後の伊達斉宗）が藩主代行として儀式や接客に臨む。
こうして表に出ないまま、文化7年（1810年）に諱を周宗と称したが、疱瘡の後遺症が回復しないため、文化9年（1812年）に周宗は弟の徳三郎を養嗣子として、同年2月7日に隠居したい旨を幕府に提出する。17歳で、しかも御目見のないままでの隠居は異例であり、本来認可され難いものであったが、家斉の娘婿である故に特例で隠居が認可される。隠居後は大屋形様と呼ばれるが、ほどなく死去した。戒名は青龍院殿故陸奥国主紹山隆公大居士。周宗の婚約者の浅姫は、後に福井藩主・松平斉承と結婚した。

## 死亡に関する異説
以上が公式記録での経歴であるが、一説には文化6年（1809年）1月4日に疱瘡にかかり、そのまま14歳で早世したとされる。当然、嗣子がいるはずもなく、加えて17歳未満であったので規定上、幕府より末期養子による相続認可が下りないために仙台藩は無嗣断絶の危機に立たされた。しかし、奉行の中村景貞（中村家当主）の機知により、周宗の死を3年間隠蔽し、伊達家は周宗家督相続に続く改易の危機を切り抜けたとされる。
幕府は周宗の死を知っていたが、伊達家は東北でも最大の大藩なのであえて放置していたとも言われている。また、この頃は将軍・家斉の下で放漫的な政治が行なわれていたため、伊達家は幕閣に賄賂を贈って凌いでいたともいわれている。後見役の堀田正敦が若年寄を務めていたことも理由の一つとの説もある。
ただし、以上のことは公式記録にないためか、『仙台市史』では全く言及されていない。

## 系譜
- 父：伊達斉村（1775年 - 1796年）
- 母：信證院（1775年? - 1796年） - 興姫、誠子（のぶこ）、鷹司輔平の娘
- 婚約者：綾姫（1795年 - 1797年） - 徳川家斉の三女
- 婚約者：浅姫（1804年 - 1857年） - 松栄院、徳川家斉の十一女
- 養子
  - 男子：伊達斉宗（1796年 - 1819年） - 実弟

## 周宗の代の家臣
文化6年（1809年）刊行の江戸武鑑掲載の家臣は以下のとおり。なお、掲載内容は文化6年以前の可能性が高い。【職名】は江戸武鑑で記載される役職であるので、実際と異なる場合もある。また、一門と奉行は武鑑では項目名を振っていないので《職名》で補完する。
《一門》
石川主馬、伊達藤五郎、伊達将監、伊達安芸、伊達式部、伊達右近、伊達隼人、伊達内蔵、伊達主殿、白川弥七左衛門、三沢信濃、
《奉行》など
中村日向、片倉小十郎、松前和泉、遠藤勘解由、但木志摩、石田豊前、後藤孫兵衛
【年寄】（仙台藩の職制では若年寄や若年寄格）
大条監物、大内筑後、古内筑前、長沼土佐、鈴木監物、但木主膳
【用人】
安部清治、泉田勇之進、只野伊賀（只野真葛の再婚相手）、日野英馬（信清、択捉島備頭を勤める）、平田五郎左衛門、宮沢文左衛門、斉藤左五郎、小野文吉、木村孝七、平賀淡路、入江権太夫、遊佐次郎左衛門、但木養助、田辺喜左衛門、荒尾新左衛門
【江戸留守居】（仙台藩の職制では公義使）
大河内六郎左衛門、松木源之丞

## 偏諱を受けた人物
- 伊達宗純（実弟・養嗣子（次代藩主）、のち斉宗に改名）
- 伊達宗充（式部、登米伊達家、12代藩主伊達斉邦の実父）
- 伊達宗賀（藤五郎、亘理伊達家）
- 伊達宗隆（右近、岩谷堂伊達家）
- 伊達宗規（隼人、宮床伊達家）
- 伊達宗秩（内蔵、岩出山伊達家）
- 伊達宗和（川崎伊達家、伊達主殿村賢の子）